# Torri costiere dello Stato dei Presidi

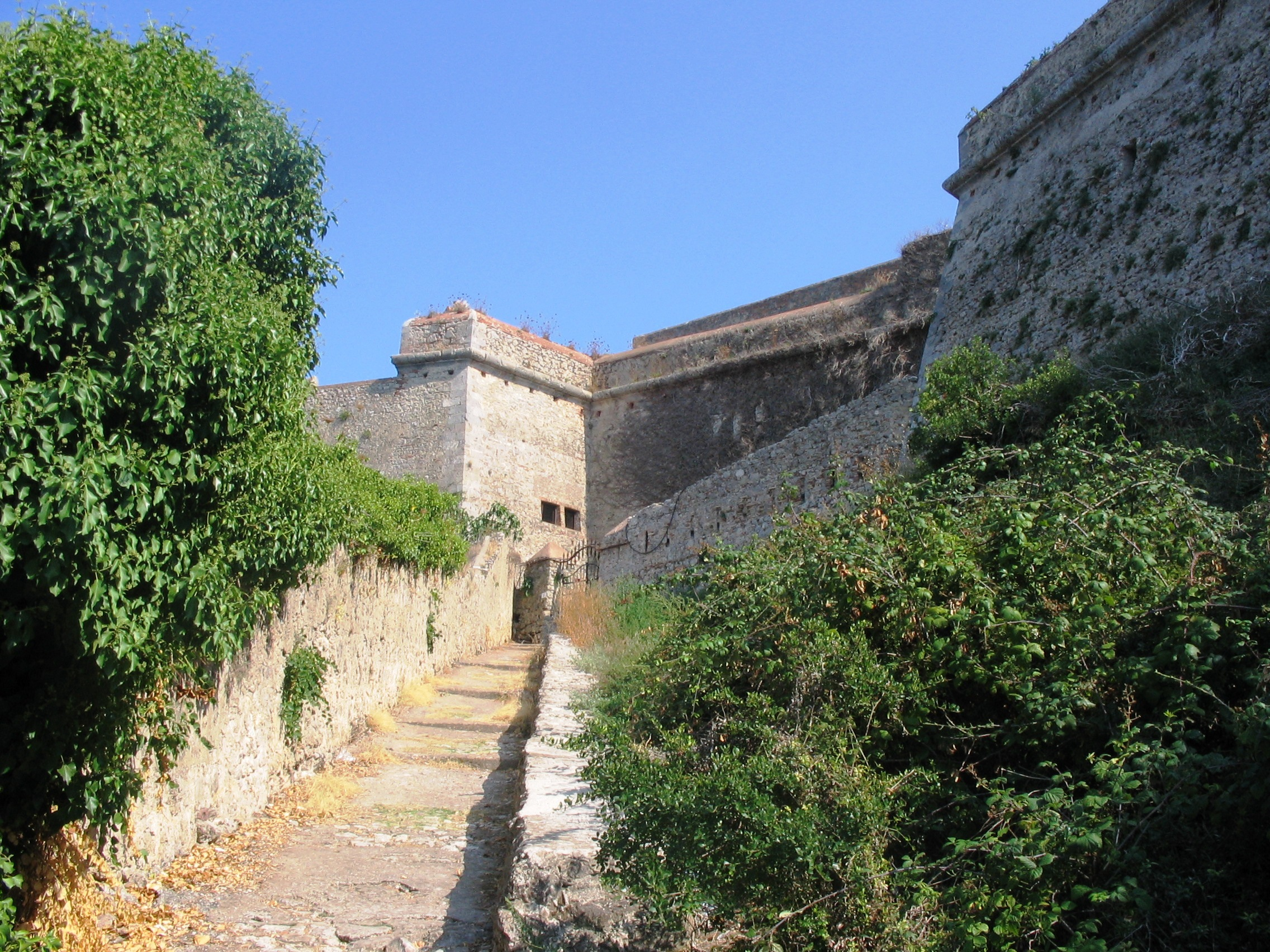
La Rocca di Porto Ercole

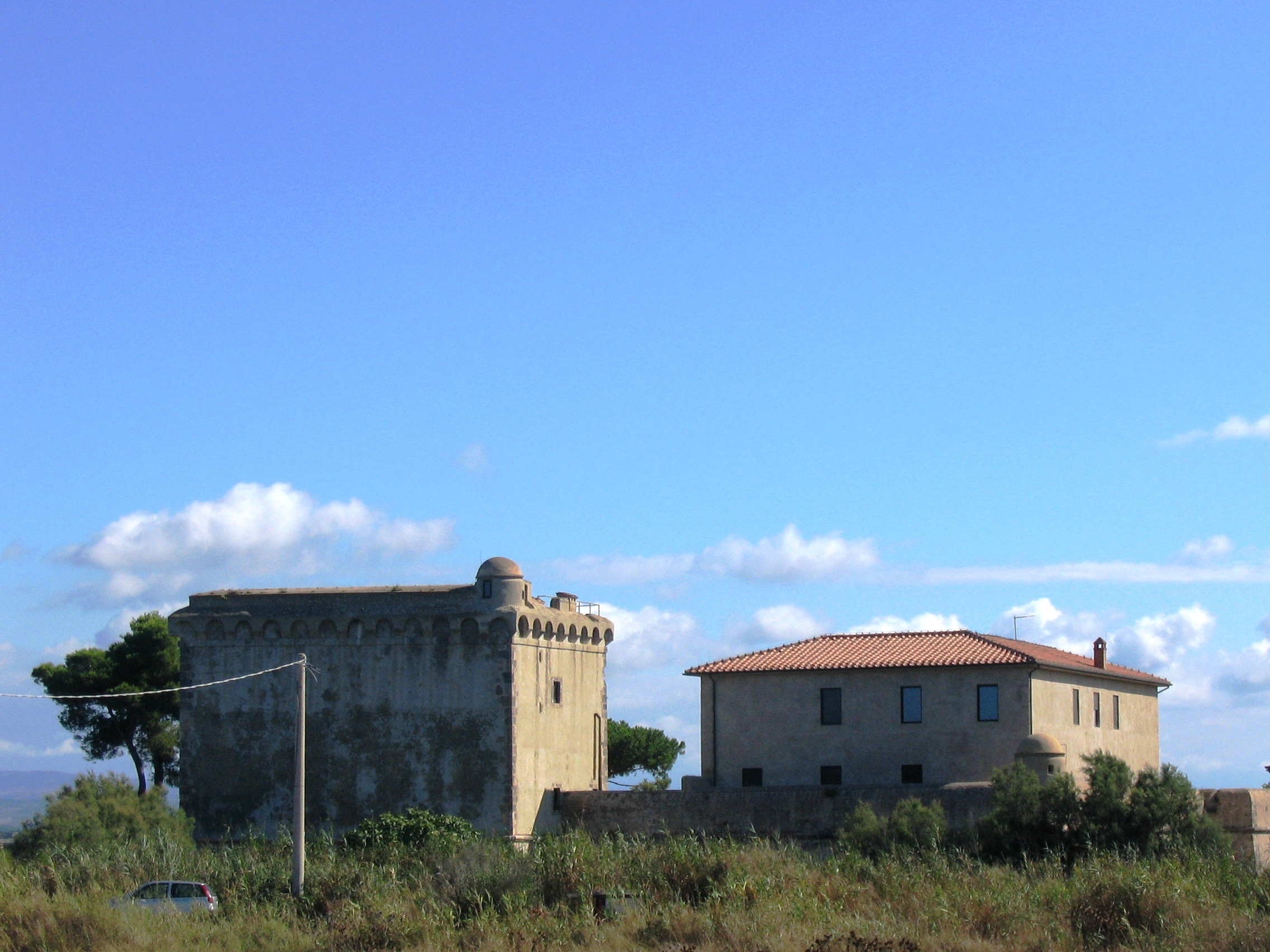
Il Forte delle Saline

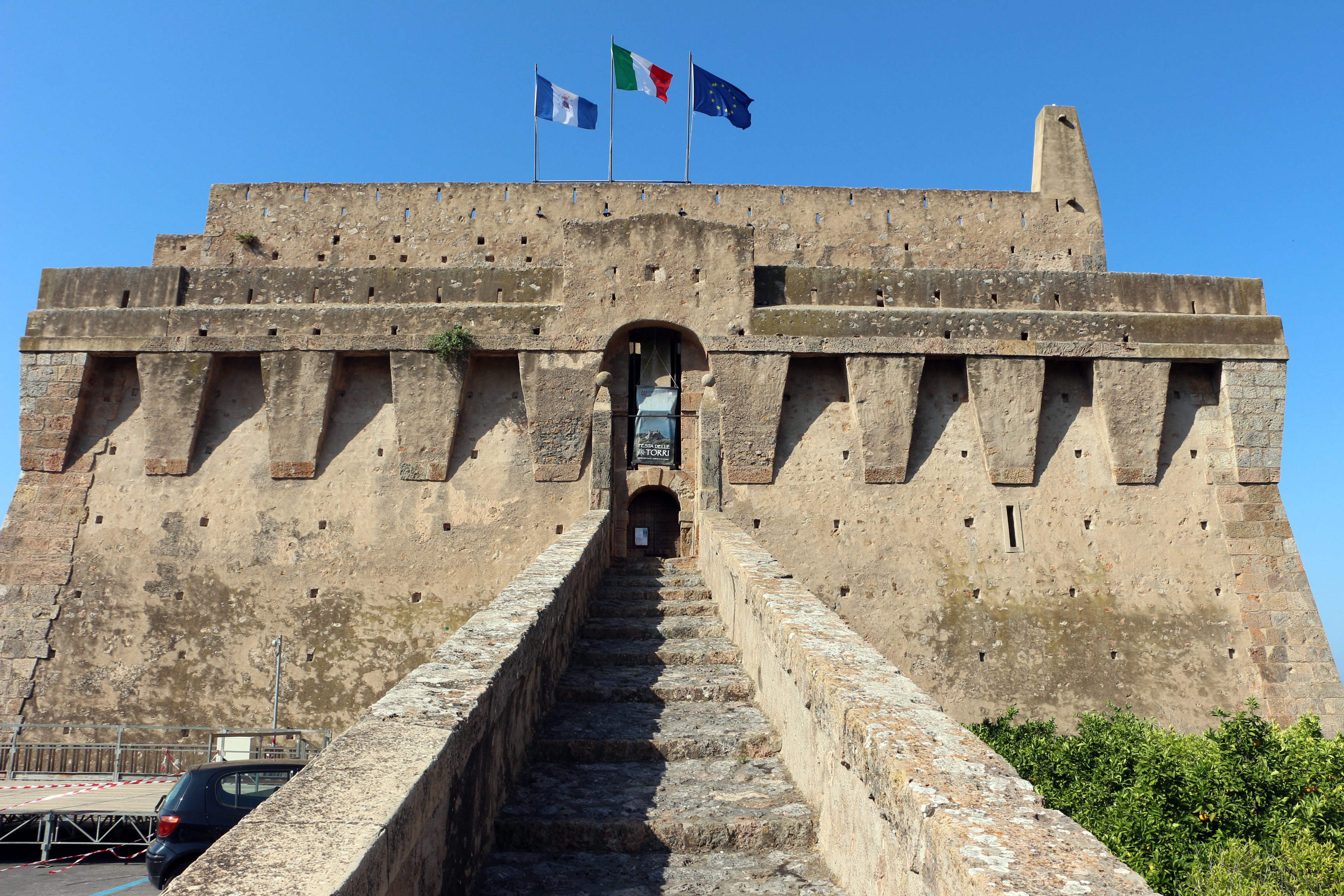
La Fortezza Spagnola di Porto Santo Stefano

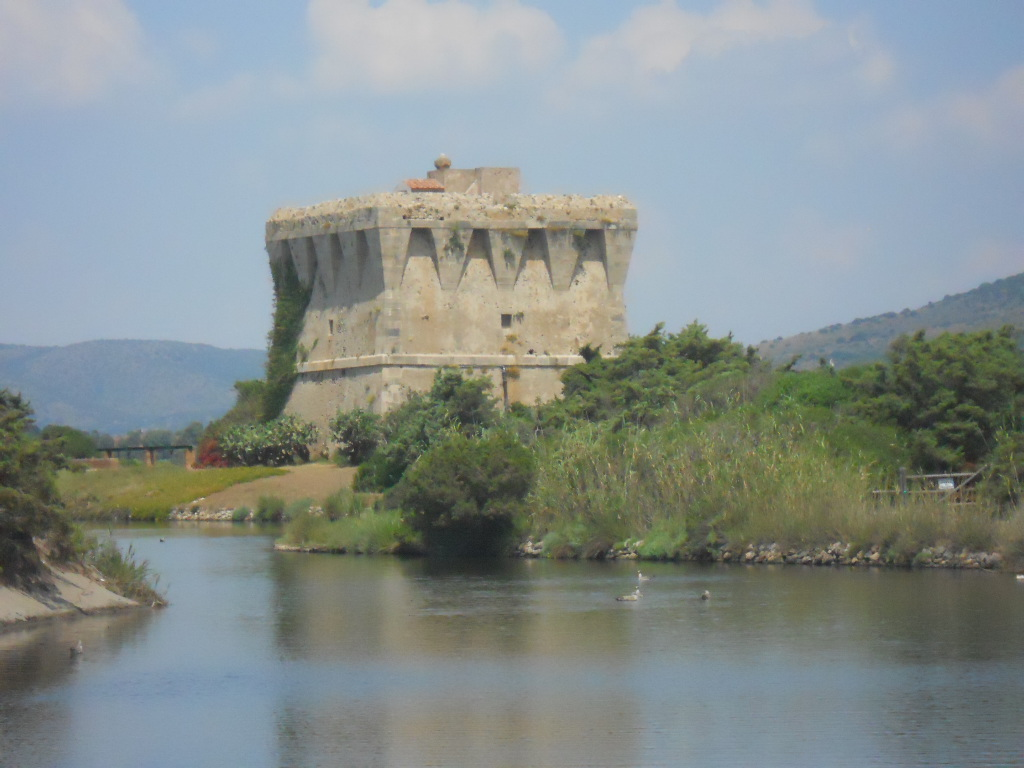
La Torre di Buranaccio

Le torri costiere dello Stato dei Presidi costituivano il sistema difensivo lungo la fascia costiera dell'antico Stato dei Presidi, antico Stato creato nel 1557 da re Filippo II di Spagna e riconosciuto ufficialmente dai trattati di Londra del 29 maggio e di Bruxelles del 3 luglio dello stesso anno.
Il territorio dello Stato dei Presidi comprendeva parte della costa orientale e meridionale dell'Isola d'Elba, l'Isola di Giannutri e il litorale meridionale dell'attuale provincia di Grosseto (intero territorio comunale di Monte Argentario e gran parte dei tratti costieri dei comuni di Capalbio ed Orbetello); i territori meridionali appartenvano precedentemente alla decaduta Repubblica di Siena, mentre quelli elbani erano storicamente legati alla Repubblica di Pisa.
Il sistema difensivo dello Stato dei Presidi fu realizzato mediante la costruzione di numerose fortificazioni e torri costiere in punti strategici, e attraverso la riqualificazione delle preesistenti strutture risalenti al periodo aldobrandesco o all'epoca della Repubblica di Siena; gran parte dei lavori furono condotti tra il 1557 e i primi decenni del secolo successivo.

## Torri e fortificazioni di origini aldobrandesche
- Rocca aldobrandesca (Talamone)
- Torre di Talamonaccio (Talamone)
- Torre della Peschiera di Nassa (Monte Argentario)
- Torre di Capo d'Uomo (Monte Argentario)
- Torre dell'Avvoltore (Monte Argentario)
- Rocca aldobrandesca (Porto Ercole)
- Torre di San Biagio (Ansedonia)

## Torri e fortificazioni di origini pisane
- Torre di Marina di Campo (Campo nell'Elba)

## Torri e fortificazioni di origini senesi
- Forte delle Saline (Albinia)
- Torre dell'Argentiera (Monte Argentario)
- Torre di Cala Grande (Monte Argentario)
- Torre di Cala Piccola (Monte Argentario)
- Torre della Maddalena (Monte Argentario)
- Torre delle Cannelle (Monte Argentario)
- Torre Ciana (Monte Argentario)
- Torre dell'Acqua (Monte Argentario)
- Bastione di Santa Barbara (Porto Ercole)

## Torri e fortificazioni di epoca spagnola
- Forte Longone (Porto Azzurro)
- Forte Focardo (Capoliveri)
- Torre di Capo d'Uomo (Talamone)
- Torre della Giannella (Tombolo della Giannella)
- Torre di Santa Liberata (Monte Argentario)
- Fortezza Spagnola (Porto Santo Stefano)
- Torre di Lividonia (Porto Santo Stefano)
- Torre della Cacciarella (Monte Argentario)
- Torre di Cala Grande (Monte Argentario)
- Torre di Cala Moresca (Monte Argentario)
- Forte Stella (Porto Ercole)
- Forte Filippo (Porto Ercole)
- Torre del Mulinaccio (Porto Ercole)
- Forte Santa Caterina (Porto Ercole)
- Torre di San Pancrazio (Ansedonia)
- Torre della Tagliata (Ansedonia)
- Forte di Macchiatonda (Capalbio)
- Torre di Buranaccio (Capalbio)